# Liste bekannter Persönlichkeiten der Universität Erfurt
Diese Liste enthält bekannte Persönlichkeiten, die an der Universität Erfurt studierten oder arbeiteten bzw. arbeiten.
Die Universität Erfurt mit ihren etwa 5.500 Studenten ist eine der kleinsten Universitäten in Deutschland. Ihre Geschichte geht bis ins Jahr 1379 zurück. Damals genehmigte der Gegenpapst Clemens VII. in Avignon die Einrichtung einer Universität in Erfurt. Erst 1389 genehmigte auch Papst Urban VI. die Einrichtung einer Universität, sodass in Erfurt 1392 nach Heidelberg und Köln die dritte deutsche Universität gegründet wurde. Der Lehrbetrieb bestand fortan über 400 Jahre bis 1816. 1815 war Erfurt preußisch geworden und die Preußen entschlossen sich dazu, die Universität zu schließen. Erst 1994 wurde sie durch die Thüringer Landesregierung wiedergegründet und nahm 1999 den Lehrbetrieb auf. Die neue Universität mit ihrem geisteswissenschaftlichen Profil sieht sich in der Fortsetzung der Tradition der alten Universität.
Gestiftet wurde die Universität 1390 vom Mainzer Erzbischof Adolf I. von Nassau.

## Alte Universität (1392–1816)

### Studenten

#### Bis 1500
- Dietrich Engelhus (um 1362–1434), Lehrer und Verfasser lateinischer Werke, studierte u. a. in Erfurt
- Hermann Korner (1365–1438), Lübecker Chronist, studierte von 1431 bis 1435 in Erfurt
- Stephan Bodecker (1384–1459), Bischof von Brandenburg, studierte in Erfurt
- Felix Hemmerlin (1388/89–1458/61), Kirchenpolitiker, studierte ab 1413 Kirchenrecht in Erfurt
- Heinrich Tocke (um 1390–1454), Theologe, studierte in Erfurt Theologie und Philosophie
- Johannes Gutenberg (um 1400–1468), Erfinder des Buchdrucks mit beweglichen Lettern. In den Matrikelbüchern des Jahres 1418 findet sich ein Eintrag von Johannes de Alta Villa, was sich (da aus seinem Leben nur sehr wenig bekannt ist) auf den aus Eltville stammenden Gutenberg beziehen könnte.
- Nikolaus von Prüm (um 1400–1439), Rechtswissenschaftler, studierte 1412 in Erfurt
- Heinrich Rubenow (um 1400–1462), Bürgermeister von Greifswald und Mitgründer der Universität Greifswald, promovierte 1447 in Erfurt
- Erich I. von Münster (1410–1458), Theologe und Gegenbischof von Münster
- Kilian von Bibra (1425–1494), Doktor des kanonischen Rechts, studierte von 1441 bis 1444 in Erfurt
- Johann Hilten (1425–1507), Theologe, studierte von 1444 bis 1447 in Erfurt
- Peter Schöffer (1425–1503), erster Buchhändler und Verleger nach der Erfindung des Buchdrucks, studierte zwischen 1444 und 1448 in Erfurt
- Wilhelm von Reichenau (1426–1496), Fürstbischof von Eichstätt, studierte in Erfurt
- Simon III. zur Lippe (1430–1498), Fürstbischof von Paderborn, studierte 1446 in Erfurt
- Rudolf von Langen (1438–1519), Humanist, studierte in Erfurt
- Bernhard von Breidenbach (1440–1497), Beamter und Politiker des Erzbistums Mainz, studierte ab 1456 in Erfurt
- Georg Alt (1450–1510), Historiograph, studierte 1466 in Erfurt
- Hinrich Boger (1450–1505), Dichter, Theologe und Humanist, studierte in Erfurt
- Wipert von Finsterlohe († 1503), Adeliger, Domkapitular in Speyer und Würzburg, studierte ab 1471 in Erfurt
- Jakob Wimpheling (1450–1528), humanistischer Dichter, studierte 1466–1469 Philosophie und Theologie in Erfurt
- Friedrich II. von Zollern (1451–1505), Bischof von Augsburg, studierte in Erfurt, war ab 1470 auch Rektor der Universität
- Gabriel von Eyb (1455–1535), Fürstbischof von Eichstätt, studierte in Erfurt
- Nicolaus Marschalk (1455–1525), Humanist, studierte von 1491 bis 1496 an der Universität
- Lorenz von Bibra (1459–1519), Fürstbischof von Würzburg, studierte in Erfurt
- Theodoricus Block (1460–1524), Theologe, Mediziner und Humanist, studierte von 1478 bis 1482 in Erfurt
- Ulrich von Dinstedt (1460–1525), Theologe, studierte von 1473 bis 1477 in Erfurt
- Hamman von Holzhausen (1467–1536), Frankfurter Ratsherr, studierte Recht in Erfurt
- Sebastian von Rotenhan (1478–1534), Humanist, studierte 1493 in Erfurt
- Petreius Aperbacchus (1480–1531), Jurist und Humanist, studierte ab 1497 in Erfurt
- Herbord von der Marthen (1480–1529), katholischer Humanist, studierte von 1496 bis 1504 in Erfurt
- Andreas Bodenstein („Karlstadt“; 1482–1541), Reformator und Weggefährte Luthers, studierte 1499 in Erfurt
- Martin Luther (1483–1546), Reformator und Theologe, studierte zwischen 1501 und 1505 an der philosophischen Fakultät in Erfurt
- Georg Spalatin (1484–1545), Humanist und Reformator, studierte ab 1498 in Erfurt Philosophie, Recht und Theologie
- Johann Spangenberg (1484–1550), Reformator, studierte ab 1508 in Erfurt, 1511 Magister
- Gregor Schmerlin (1485–1512), Humanist und Hochschullehrer, Studium 1505 in Erfurt
- Euricius Cordus (1486–1535), Humanist, studierte ab 1505 und von 1513 bis 1516 in Erfurt
- Caspar Lindemann (1486–1536), Mediziner, studierte von 1497 bis 1503 in Erfurt
- Bartholomäus Bernhardi (1487–1551), Theologe und Reformator, studierte 1503/04 in Erfurt
- Johann Lange (1487–1548), Reformator, studierte ab 1500 in Erfurt
- Barward Tafelmaker (1487–1565), Baumeister, studierte ab 1503 Mathematik in Erfurt
- Ulrich von Hutten (1488–1523), Humanist, studierte 1506 in Erfurt
- Michael Meyenburg (1491–1555), Bürgermeister der freien Reichsstadt Nordhausen, studierte 1506–1509 Rechtswissenschaften an der Universität
- Theodor Dorsten (1492–1552), Arzt und Botaniker, studierte in Erfurt Medizin
- Adam Krafft (1493–1558), evangelischer Kirchenreformer, studierte ab 1512 in Erfurt
- Kaspar Löner (1493–1546), Kirchenliedkomponist, Reformator und Theologe, studierte ab 1508 in Erfurt
- Johann Draconites (1494–1566), Reformator, studierte zwischen 1509 und 1514 in Erfurt
- Wigand Lauze (1494–1569), hessischer Chronist, studierte in Erfurt
- Johann Geyling (1495–1559), württembergischer Theologe
- Johannes Meckbach (1495–1555), Mediziner, 1519 Bakkalaureus, 1521 Magister
- Erhard Schnepf (1495–1558), Theologe und Reformator, studierte 1509–1511 in Erfurt
- Justus Menius (1499–1558), Reformator, studierte ab 1514 in Erfurt

#### Ab 1500
- Joachim Camerarius der Ältere (1500–1574), Humanist, studierte 1518–1521 in Erfurt
- Johann Dryander (1500–1560), Mediziner, studierte ab 1518 in Erfurt
- Valentin Ickelsamer (1500–1547), Grammatiker, studierte ab 1518 in Erfurt
- Antonius Niger (1500–1555), Humanist, studierte bis in Erfurt
- Leonhart Fuchs (1501–1566), Mediziner, studierte 1515 in Erfurt Philosophie
- Burkhard Mithoff (1501–1564), Mediziner und Mathematiker, studierte in Erfurt
- Jakob Lersner (1504–1579), Rechtswissenschaftler, Diplomat und Hochschullehrer, studierte ab 1520 in Erfurt
- Heinrich Lersner (1506–1576), Diplomat und Politiker, studierte ab 1520 in Erfurt
- Johannes Marcellus (1510–1551/52), Philologe und Poet, studierte in Erfurt
- Joachim Westphal (1510–1574), lutherischer Theologe und Reformator
- Georg IV. Fuchs von Rügheim (1519–1561), Fürstbischof von Bamberg, studierte 1535–1537 in Erfurt
- Anton Mocker (um 1540–1607), klassischer Philologe, Philosoph und Hochschullehrer, Magister 1564
- Johann Velius (1545–1631), lutherischer Theologe, wurde 1564 in Erfurt Baccalaurus
- Johann Thölde (1565–1614), Chemiker, studierte 1580 in Erfurt
- Elias Birnstiel (1600–1679), Geistlicher und Gelehrter, studierte in Erfurt
- Johannes Fürsen (1606–1673), Theologe, studierte in Erfurt
- Johannes Bornschürer (1625–1677), Theologe und Kirchenlieddichter, studierte in Erfurt Theologie
- Georg Möring (1628–1712), Jurist, studierte vor 1650 in Erfurt
- Johann Melchior Stenger (1638–1710), Theologe, studierte nach 1662 in Erfurt
- Johann Heinrich Meier (1643–1729), studierte ab 1668 in Erfurt, 1772 Lehrbefugnis, 1777 Doktor beider Rechte
- Friedrich Weise (1649–1735), Geistlicher, Theologe und Hochschullehrer, studierte Theologie
- Friedrich Gottfried Glück (1662–1707), Mediziner, studierte in Erfurt
- Georg Andreas Helwig (1666–1748), Theologe, studierte in Erfurt
- Georg Melchior von Ludolf (1667–1740), Jurist, studierte in Erfurt
- Joachim Lange (1670–1744), Theologe, studierte in Erfurt
- Erhard Reusch (1678–1740), Philologe, Rechtswissenschaftler und Hochschullehrer, Lic. iur. in Erfurt
- Valentin Ferdinand Gudenus (1679–1758), Jurist und Historiker, studierte in Erfurt
- Johann Bartholomäus von Busch (1680–1739), Professor der Rechte in Heidelberg, Vizekanzler der Kurpfalz, promovierte hier 1705
- Tobias Jakob Reinharth (1684–1743), Rechtswissenschaftler und Hochschullehrer
- Georg Christian Gebauer (1690–1773), Jurist und Historiker, promovierte in Erfurt
- Johann Philipp Hahn (1690–1774), Rechtswissenschaftler und Hochschullehrer
- Konrad Wilhelm Strecker (1690–1765), Jurist, studierte bis 1717 in Erfurt
- Heinrich Friedrich Otto (1692–1730), Jurist und Historiker, 1715 Lic. iur.
- Johann Friedrich Wilhelm von Neumann (1699–1768), Rechtswissenschaftler, studierte nach 1716 in Erfurt
- Franz Karl Conradi (1701–1748), Rechtswissenschaftler, promovierte 1725 in Erfurt
- Johann Rudolf Kiesling (1706–1778), lutherischer Theologe, studierte in Erfurt
- Johann Friedrich Glaser (1707–1789), Mediziner, studierte in Erfurt
- Johann Justin Schierschmid (1707–1778), Rechtswissenschaftler und Philosoph, 1733 Magister in Erfurt
- Johann Heinrich Bocris (1713–1776), Rechtswissenschaftler und Hochschullehrer, 1736 Lic. iur. in Erfurt
- Johann Jakob Sorber (1714–1797), Rechtswissenschaftler und Hochschullehrer, studierte 1730 bis 1732 in Erfurt
- Ernst Gottfried Baldinger (1738–1804), Mediziner, studierte ab 1754 in Erfurt
- Johann Hieronymus Schroeter (1745–1816), Jurist und Astronom, studierte 1762–1764 Theologie in Erfurt
- Wilhelm Heinse (1746–1803), Schriftsteller, studierte ab 1768 in Erfurt
- Johann Jakob Gradmann (1750–1817), Geistlicher, Theologe und Pädagoge, studierte ab 1769 in Erfurt Philosophie
- Johann Friedrich Ernst Albrecht (1752–1814), Arzt und Schriftsteller, studierte ab 1796 Medizin in Erfurt
- Placidus Muth (1753–1821), Benediktiner, Theologe und Hochschullehrer, studierte ab 1771 in Erfurt Theologie und Rechtswissenschaft
- Joseph Martin Kraus (1756–1792), Komponist, studierte in Erfurt
- Johann Wilhelm Ludwig von Luce (1756–1842), Mediziner, studierte in Erfurt
- Heinrich Joseph Watteroth (1756–1819), Rechtswissenschaftler, studierte ab 1774 Recht in Erfurt
- August Neidhardt von Gneisenau (1760–1831), preußischer Heeresreformer, studierte 1777–1778 in Erfurt
- Wilhelm Gottlieb Tennemann (1761–1819), Philosoph und Historiker, studierte in Erfurt
- Christian Gotthilf Herrmann (1765–1823), evangelischer Theologe, Hochschullehrer und Generalsuperintendent
- Johann Christoph Weingärtner (1771–1833), Mathematiker, Geistlicher und Theologe, studierte von 1787 bis 1789 in Erfurt
- Franz Axter (1772–1808), Mediziner, studierte in Erfurt
- Carl Ritschl (1783–1858), evangelischer Theologe, studierte in Erfurt
- Jonathan Michael Athanasius Löhnis (1788–1855), katholischer Theologe, Geistlicher und Hochschullehrer
- Heinrich Langethal (1792–1879), Pädagoge, studierte 1810/11 Theologie in Erfurt

### Lehrkräfte
- Amplonius Rating de Berka (1363/64–1435), Mediziner, studierte und lehrte Medizin an der neu gegründeten Universität
- Petrus Stenbeke († 1421), Gründungsrektor der Universität Rostock, studierte und lehrte bis 1419 in Erfurt
- Arnold Westphal (1399–1466), Gelehrter, Professor für Kirchenrecht an der Universität, daneben auch Rektor
- Johannes Lamside († 1460), Theologe, Dekan der Universität
- Peter Luder (1415–1472), Humanist, lehrte zwischen 1460 und 1462 in Erfurt
- Johannes von Dorsten († 1481), Theologie, Professor an der Universität
- Johannes Bonemilch (1434–1510), Weihbischof Erfurts im Erzbistum Mainz, studierte und lehrte an der Universität Erfurt, deren Rektor er mehrfach war
- Nikolaus Bucholt (1450–1492), Theologe, studierte und lehrte in Erfurt
- Henning Göde (1450–1521), Jurist, studierte und lehrte in Erfurt, war 1486 und 1489 Rektor der Universität
- Friedrich II. von Zollern (1451–1505), Theologe, studierte in Erfurt und war 1470 Rektor der Universität
- Conrad Celtis (1459–1508), Humanist und Dichter, 1486/87 Lehrer der Poetik an der Universität Erfurt
- Andreas Hündern (* um 1465, † nach 1505), studierte und lehrte in Erfurt, später Schulmeister, Autor, Stadtschreiber und Schöppenstuhlschreiber in Schlesien
- Bartholomäus Arnoldi (1465–1532), studierte in Erfurt, später Professor der Philosophie an der Universität
- Hermann Serges († 1523), Theologe, arbeitete ab 1489 an der Universität (u. a. als Rektor)
- Hieronymus Emser (1478–1527), Theologe und Gegenspieler Luthers, dozierte Theologie in Erfurt
- Helius Eobanus Hessus (1488–1540), evangelischer Humanist, ab 1504 Studium des Latein in Erfurt, 1514–1526 Professur für Latein an der Universität
- Justus Jonas der Ältere (1493–1555), Humanist und Theologe, studierte von 1506 bis 1513 in Erfurt, wurde 1519 zum Rektor der Universität gewählt und blieb dort bis 1520
- Johannes Saxonius (1507/08–1561), Humanist, Rechtsprofessor an der Universität
- Andreas Poach (1516–1585), evangelischer Theologe, ab 1566 Professor an der Universität Erfurt
- Paul Dummrich (1527–1583), Pädagoge, ab 1564 Professor an der Universität
- Viktorin Strigel (1524–1569), lutherischer Theologe, dozierte in Erfurt
- Johannes Gallus (1525–1587), Theologe, studierte und lehrte an der Universität, war auch Rektor
- Bruno Seidel (1530–1591), Professor der Physik an der Universität Erfurt
- Ludwig Helmbold (1532–1598), evangelischer Kirchenlieddichter, 1554–1570 Professor für Philosophie in Erfurt
- Anton Mocker (um 1540–1607), 1572 Professor der Poesie, 1581 zudem des Griechischen, 1589 Professor der Ethik, 1587 bis 1589 Rektor der Hochschule
- Johannes Dinckel (1545–1601), Theologe, studierte in Erfurt, arbeitete zwischen 1572 und 1580 als Professor für hebräische Sprache an der Universität
- Johann Matthäus Meyfart (1590–1642), Theologe, ab 1633 Professor in Erfurt
- Bartholomäus Elsner (1596–1662), Theologe, ab 1642 Professor in Erfurt
- Nicolaus Zapf (1600–1672), Theologe, arbeitete als Professor an der Universität
- Eckard Leichner (1612–1690), Mediziner, lehrte ab 1644 an der Universität, ab 1648 als ordentlicher Professor der Medizin
- Johann Heinrich Meier (1643–1729), 1671 Privatdozent, 1677 außerordentlicher, 1679 ordentlicher Professor der Rechte, zwölfmal Dekan, 1682 Rektor
- Johann Samuel Trommsdorff (1676–1713), Theologe, Professor an der Universität
- August Friedrich Müller (1684–1761), Rechtswissenschaftler, promovierte 1714 in Erfurt
- Tobias Jakob Reinharth (1684–1743), Rechtswissenschaftler und Hochschullehrer, 1730 bis 1735 Rektor
- Ferdinand August Hommel (1697–1765), Rechtswissenschaftler, von 1722 bis 1725 Dozent an der Universität
- Johann Hieronymus Kniphof (1704–1763), Arzt und Botaniker, studierte und arbeitete an der Universität, u. a. als Rektor ab 1761
- Andreas Gordon (1712–1751), schottischer Philosoph, Professor für Philosophie an der Universität
- Isidorus Keppler (1715–1792), Professor für Theologie
- Christoph Martin Wieland (1733–1813), Dichter, arbeitete von 1769 bis 1772 an der Universität
- Wilhelm Bernhard Trommsdorff (1738–1782), Pharmazeut, Professor für Medizin und Chemie an der Universität
- Johann Jakob Friedrich Sinnhold (ca. 1735–1805), 1772 Professor für alte und neue Sprachen, zweimal Rektor, Freimaurer
- Placidus Muth (1753–1821), Benediktiner, ab 1788 Professor der Theologie
- Johann Christian Gotthard (um 1760–1813), Technologe, Ökonom und Schriftsteller, Professor der Ökonomie
- Christian Gotthilf Herrmann (1765–1823), evangelischer Theologe, ab 1790 professor der Philosophie
- Johann Christoph Weingärtner (1771–1833), Mathematiker, Geistlicher und Theologe, Professor der Philosophie und Theologie
- Ephraim Salomon Unger (1789–1870), Mathematiker, 1810–1816 Dozent an der Universität

## Neue Universität (seit 1999)

### Studenten und Absolventen

#### Staatswissenschaftliche Fakultät
| Name                | Geburtsjahr | Sterbejahr | Beruf                                  | Abschluss                                                   |
| ------------------- | ----------- | ---------- | -------------------------------------- | ----------------------------------------------------------- |
| Hammer. Veronika    | 1961        |            | Sozialwissenschaftlerin                | wurde 2004 an der Fakultät promoviert                       |
| Bartsch, Christof   | 1962        |            | Verwaltungswissenschaftler             | wurde 2009 an der Fakultät promoviert                       |
| Irelnbusch, Bernd   | 1966        |            | Ökonom                                 | habilitierte 2004 an der Fakultät                           |
| Leiße, Olaf         | 1966        |            | Politikwissenschaftler                 | habilitierte 2007 an der Fakultät                           |
| Ebner, Alexander    | 1967        |            | Wirtschafts- und Sozialwissenschaftler | habilitierte 2008 an der Fakultät                           |
| Adams, Dirk         | 1968        |            | Politiker (B’90/Grüne)                 | B.A. in Staatswissenschaften 2005                           |
| Meyer, Stephan      | 1971        |            | Rechtswissenschaftler                  | habilitierte 2010 an der Fakultät                           |
| Wichmann, Dominik   | 1971        |            | Journalist                             | wurde 2006 an der Fakultät promoviert                       |
| Dittes, Steffen     | 1973        |            | Politiker (LINKE)                      | B.A. in Staatswissenschaften 2008                           |
| Gürerk, Özgür       | 1975        |            | Ökonom                                 | wurde 2007 an der Fakultät promoviert                       |
| Steinbach, Armin    | 1979        |            | Staatswissenschaftler                  | wurde 2013 an der Fakultät promoviert                       |
| Sebastian Schäfer   | 1979        |            | Politiker (B’90/Grüne)                 | B.A. Staatswissenschaften 2013 Promotion                    |
| Helbig, Marcel      | 1980        |            | Sozialforscher                         | B.A. in Sozialwissenschaften 2004                           |
| Bausch, Roman       | 1982        |            | Politiker (AfD)                        | B.A. Staatswissenschaften 2007                              |
| Nordt, Kristina     | 1982        |            | Politiker (CDU)                        | B.A. in Staatswissenschaften 2003 M.A. Staatswissenschaften |
| Lennartz, Jannis    | 1986        |            | Rechtswissenschaftler                  | B.A. Staatswissenschaften 2008                              |
| Kaiser, Elisabeth   | 1987        |            | Politiker (SPD)                        | B.A. Staatswissenschaften 2008                              |
| Gunkel, Jacob       | 1994        |            | Schauspieler                           | B.A. Staatswissenschaften 2017                              |
| Wahl, Laura         | 1994        |            | Politiker (B’90/Grüne)                 | B.A. Internationale Beziehungen 2018                        |
| Bauernfeind, Franca | 1998        |            | Politikerin (CDU)                      | B.A. Staatswissenschaften M.A. Staatswissenschaften 2024    |
| Vogtschmidt, Donata | 1998        |            | Politikerin (LINKE)                    | B.A. Staatswissenschaften 2020                              |

#### Andere Fakultäten
| Name                     | Geburtsjahr | Sterbejahr | Fakultät                             | Beruf | Abschluss                                                   |
| ------------------------ | ----------- | ---------- | ------------------------------------ | --- | ----------------------------------------------------------- |
| Elßner, Thomas R.        | 1961        |            | Katholisch-Theologische Fakultät     | Professor für Theologie und Exegese des Alten Testaments                                                                                              | habilitierte 2007                                           |
| Springer, Klaus Bernward | 1962        |            | Katholisch-Theologische Fakultät     | Professor für Mittlere und Neuere Kirchengeschichte                                                                                                   | habilitierte 2011                                           |
| Klosterkamp, Thomas      | 1965        |            | Katholisch-Theologische Fakultät     | Provinzial der Oblaten | wurde 2002 promoviert                                       |
| Mandry, Christof         | 1968        |            | Katholisch-Theologische Fakultät     | Professor für Moraltheologie und Sozialethik | habilitierte 2009                                           |
| Winter, Stephan          | 1970        |            | Katholisch-Theologische Fakultät     | Professor für Liturgiewissenschaft | habilitierte 2009                                           |
| Bausewein, Andreas       | 1973        |            | Erziehungswissenschaftliche Fakultät | Politiker (SPD), von 2006 bis 2024 Oberbürgermeister von Erfurt                                                                                       | absolvierte bis 2003 ein Aufbaustudium zum Diplom-Pädagogen |
| Hennig-Wellsow, Susanne  | 1977        |            | Erziehungswissenschaftliche Fakultät | Politikerin (Linke) | studierte von 1996 bis 2001 Erziehungswissenschaften        |
| Richter, Carola          | 1977        |            | Kommunikationswissenschaftlerin      | von 2011 bis 2017 Juniorprofessorin für Internationale Kommunikation an der Freien Universität Berlin, seit 2017 ist sie dort Universitätsprofessorin | wurde 2011 promoviert                                       |
| Betsch, Cornelia         | 1979        |            | Erziehungswissenschaftliche Fakultät | Psychologin | habilitierte 2013                                           |
| Turkali, Julia           | 1990        |            | Philosophische Fakultät              | Schauspielerin | studierte von 2009 bis 2012 Kommunikationswissenschaften    |
| Schaft, Christian        | 1991        |            | Philosophische Fakultät              | Politiker (Linke) | studierte von 2009 bis 2014 Kommunikationswissenschaften    |

### Hochschullehrer

#### Erziehungswissenschaftliche Fakultät
| Name                 | Geburtsjahr | Sterbejahr | Tätigkeit | Bemerkung                       |
| -------------------- | ----------- | ---------- | --- | ------------------------------- |
| Richter, Karin       | 1943        | 2022       | 1994 bis 2008 Professorin für literarische Erziehung, Leiterin des Erfurter Institut für Grundschulpädagogik und Kindheitsforschung |                                 |
| Niegemann, Helmut M. | 1947        |            | von 2003 bis 2012 Professor für Lernen und neue Medien                                                                              |                                 |
| Mannhaupt, Gerd      | 1958        |            | seit 2008 Professor für Grundlegung Deutsch/Schriftspracherwerb                                                                     |                                 |
| Court, Jürgen        | 1961        |            | seit 1999 Professor für Sportpädagogik und Bewegungspädagogik                                                                       |                                 |
| Rummer, Ralf         | 1962        |            | von 2008 bis 2018 Professor für Allgemeine Psychologie und Instruktionspsychologie                                                  |                                 |
| Betsch, Tilmann      | 1963        |            | seit 2003 Professor für Sozial-, Organisations- und Wirtschaftspsychologie                                                          |                                 |
| Dedering, Kathrin    | 1974        |            | seit 2014 für Bildungsinstitutionen und Schulentwicklung                                                                            |                                 |
| Helbig, Marcel       | 1980        |            | von 2015 bis 2020 Professor für Bildung und soziale Ungleichheit, ab 2020 Lehrbeauftragter                                          | Zugleich am WZB in Berlin tätig |
| Gonska, Silke        |             |            | seit 2004 Lehrauftrag für Gesang und Stimmbildung                                                                                   |                                 |

#### Philosophische Fakultät
| Name                        | Geburtsjahr | Sterbejahr | Tätigkeit | Bemerkung |
| --------------------------- | ----------- | ---------- | --- | --- |
| Glotz, Peter                | 1939        | 2005       | Kommunikationswissenschaftler, Gründungsrektor der Universität                                                                | Politiker (SPD) |
| Medick, Hans                | 1939        |            | Historiker, zwischen 1999 und 2004 Professor für Historische Anthropologie                                                    | |
| Thomas, Johannes            | 1941        |            | Romanist, Gründungssenator und Kuratoriumsmitglied der Universität                                                            | |
| Lüdtke, Alf                 | 1943        | 2019       | Historiker, Gastwissenschaftler                                                                                               | gründete 1999 zusammen mit Hans Medick die Arbeitsstelle für Historische Anthropologie des Max-Planck-Instituts für Geschichte an der Universität |
| Franzen, Winfried           | 1943        |            | Philosoph, von 1991 bis 2008 Professor für Praktische Philosophie                                                             | |
| Schellenberg, Wilhelm       | 1944        |            | Sprachwissenschaftler, von 1989 bis 2012 außerplanmäßiger Professor für Germanistische Sprachwissenschaft                     | |
| Knapp, Karlfried            | 1946        |            | Sprachwissenschaftler, seit 1999 Professor für Anglistik und Angewandte Sprachwissenschaft                                    | |
| Niehues-Pröbsting, Heinrich | 1946        |            | Philosoph, von 1993 bis 2011 Professor für Geschichte der Philosophie                                                         | |
| Giesecke, Michael           | 1949        |            | Kommunikations- und Medientheoretiker, von 1999 bis 2010 Professor für Vergleichende Literaturwissenschaften                  | |
| Weiß, Ulman                 | 1949        | 2023       | Historiker, 2004 Habilitation und Privatdozent, 2014 außerplanmäßiger Professor                                               | |
| Barceló, Pedro              | 1950        |            | spanisch-deutscher Althistoriker, von 1992 bis 1994 Professor für Alte Geschichte                                             | |
| Schmid, Wilhelm             | 1953        |            | Lebenskunstphilosoph, von 1997 bis 2004 Privatdozent, seit 2004 außerplanmäßiger Professor für Philosophie                    | |
| Höflich, Joachim            | 1954        |            | Kommunikationswissenschaftler, seit 2002 Professor für Kommunikationswissenschaft mit dem Schwerpunkt Medienintegration       | |
| Schmolinsky, Sabine         | 1955        |            | Historikerin, von 2009 bis 2024 Professorin für Mittelalterliche Geschichte, 2019 Dekanin der Fakultät                        | Mitglied der Historischen Kommission in Thüringen                                                                                                 |
| Schurz, Gerhard             | 1956        |            | Philosoph, von 2000 bis 2002 Professor für Wissenschaftsphilosophie                                                           | |
| Schauer, Gila               | 20. Jh.     |            | seit 2012 Professorin für angewandte Sprachwissenschaft                                                                       | |
| Menke, Bettine              | 1957        |            | Literaturwissenschaftlerin, seit 1999 Professorin für Allgemeine und Vergleichende Literaturwissenschaft                      | |
| Hahn, Johannes              | 1957        |            | Althistoriker, bis 1996 Professor für Alte Geschichte                                                                         | |
| Brodersen, Kai              | 1958        |            | Historiker, ab 2008 Professor für Antike Kultur, Präsident der Universität, seit 2024 im Ruhestand                            | |
| De Houwer, Annick           | 1958        |            | von 2009 bis 2014 Professorin für Sprachlehr- und -lernforschung, seit 2014 Professorin für Spracherwerb und Mehrsprachigkeit | |
| Dornheim, Andreas           | 1958        |            | von 1992 bis 2007 Dozent für Neuere und Landesgeschichte                                                                      | |
| Földes, Csaba               | 1958        |            | seit 2012 Professor der Germanistischen Sprachwissenschaften                                                                  | |
| Habermann, Mechthild        | 1959        |            | 2000 bis 2003 Professorin für Germanistische Linguistik mit dem Schwerpunkt Geschichte der deutschen Sprache                  | |
| Muslow, Martin              | 1959        |            | Historiker, seit 2008 Lehrstuhl für Wissenskulturen der frühen Neuzeit                                                        | Direktor des Forschungszentrums für kultur- und sozialwissenschaftliche Studien Gotha                                                             |
| Frischmann, Bärbel          | 1960        |            | seit 2009 Professorin der Geschichte der Philosophie                                                                          | |
| Gotzmann, Andreas           | 1960        |            | seit 1999 Professor für Judaistik                                                                                             | |
| Makrides, Vasilios N.       | 1961        |            | seit 1999 Professor für Religionswissenschaft (orthodoxes Christentum)                                                        | |
| Weber, Gregor               | 1961        |            | von 2001 bis 2003 Professor für Alte Geschichte                                                                               | |
| Zöllner, Reinhard           | 1961        |            | Historiker und Japanologe, von 1999 bis 2008 Professor für Ostasiatische Geschichte                                           | |
| Lehmkuhl, Ursula            | 1962        |            | Historikerin, von 1999 bis 2002 Professorin für Nordamerikanische Geschichte                                                  | |
| Rüpke, Jörg                 | 1962        |            | Philologe und Religionswissenschaftler, seit 1999 Professor für vergleichende Religionswissenschaften                         | |
| Held, Carsten               | 1963        |            | Philosoph, seit 2004 Professor für Wissenschaftsphilosophie, zeitweise Dekan der Fakultät                                     | |
| Rosenberger, Veit           | 1963        | 2016       | Althistoriker, von 2006 bis 2016 Professor für Alte Geschichte                                                                | |
| Hafez, Kai                  | 1964        |            | Kommunikationswissenschaftler, seit 2003 Professor für Vergleichende Analyse von Mediensystemen und Kommunikationskulturen    | |
| Rössler, Patrick            | 1964        |            | Kommunikationswissenschaftler, seit 2000 Professor für Empirische Kommunikationsforschung/Methoden                            | |
| Martschukat, Jürgen         | 1965        |            | Historiker, seit 2006 Professor für Nordamerikanische Geschichte                                                              | |
| Fahr, Andreas               | 1966        |            | Kommunikationswissenschaftler, 2012 bis 2013 Professor für Soziale Kommunikation                                              | |
| Schröder, Iris              | 1966        |            | seit 2013 Professorin für Globalgreschichte des 19. Jahrhunderts                                                              | Stv. Direktorin des Forschungszentrums für kultur- und sozialwissenschaftliche Studien Gotha                                                      |
| Burri, Alex                 | 1968        |            | Professor der Theoretischen Philosophie                                                                                       | |
| Hampe, Beate                | 1968        |            | seit 2009 Professorin für anglistische Sprachwissenschaft (Sprache und ihre Struktur)                                         | |
| Schuppener, Georg           | 1968        |            | Sprachwissenschaftler, von 2010 bis 2014 außerplanmäßiger Professor für Germanistische Sprachwissenschaft                     | |
| Dünne, Jörg                 | 1969        |            | Romanist, seit 2009 Professor für romanistische Literaturwissenschaft                                                         | |
| Rau, Susanne                | 1969        |            | Historikerin, seit 2009 Professorin für Geschichte und Kulturen in der Neuzeit                                                | |
| Rossmann, Constanze         | 1974        |            | Kommunikationswissenschaftlerin, 2014 bis 2021 Professorin für Soziale Kommunikation                                          | |
| Steinseifer, Martin         | 1974        |            | Germanist, seit 2023 Professor für Deutschdidaktik                                                                            | |
| Betsch, Cornelia            | 1979        |            | Psychologin, seit 2017 Heisenberg-Professorin für Gesundheitskommunikation                                                    | |

#### Staatswissenschaftliche Fakultät

##### Fachrichtung Rechtswissenschaften
| Name                      | Geburtsjahr | Sterbejahr | Tätigkeit | Bemerkung |
| ------------------------- | ----------- | ---------- | --- | --- |
| Bergsdorf, Wolfgang       | 1941        | 2024       | Politikwissenschaftler, 2000 bis 2007 Präsident der Universität                                                                    | |
| Bröhl, Knut-Dietrich      | 1943        | 2011       | Jurist, Lehrbeauftragter für Arbeitsrecht                                                                                          | Richter am Bundesarbeitsgericht                                                                              |
| Kreft, Burghard           | 1950        |            | Jurist, Lehrbeauftragter für Arbeitsrecht                                                                                          | Richter am Bundesarbeitsgericht                                                                              |
| Scherzberg, Arno          | 1956        |            | ab 2000 Professor für öffentliches Recht und Verwaltungswissenschaft; 2003 bis 2006 Dekan der Fakultät, trat 2019 in den Ruhestand | |
| Wilmowsky, Peter von      | 1956        |            | Rechtswissenschaftler, von 2000 bis 2006 Professor für Zivilrecht und Rechtstatsachenforschung                                     | |
| Blanke, Hermann-Josef     | 1957        | 2023       | Rechtswissenschaftler, 2000 bis 2023 Professor für öffentliches Recht, Völkerrecht und Europäische Integration                     | ab 2021 Jean-Monnet-Lehrstuhl                                                                                |
| Baldus, Manfred           | 1963        | 2021       | Rechtswissenschaftler, 2003 bis 2021 Professor für öffentliches Recht und Neuere Rechtsgeschichte                                  | Richter am Thüringer Verfassungsgerichtshof                                                                  |
| Drechsler, Wolfgang       | 1963        |            | Professor der Staatswissenschaften, 2007 Gastprofessur                                                                             | |
| Hinkel, Klaus             | 1963        |            | Verwaltungsrechtler, seit 2020 Lehrbeauftragter                                                                                    | Präsident des Thüringer Oberverwaltungsgerichts, Richter am Thüringer Verfassungsgerichtshof                 |
| Baer, Susanne             | 1964        |            | Staatsrechtlerin, 1999 Gastprofessur                                                                                               | Richterin des Bundesverfassungsgerichts                                                                      |
| Witt, Carl-Heinz          | etwa 1964   |            | Zivilrechtler, 2012 Inhaber der Krupp-Stiftungsprofessur für Zivilrecht, seit 2023 Dekan der Staatswissenschaftlichen Fakultät     | |
| Müller, Hans-Friedrich    | 1964        |            | Rechtswissenschaftler, von 2004 bis 2011 Professor für Zivil- und Wirtschaftsrecht                                                 | |
| Pfordten, Dietmar von der | 1964        |            | Rechtswissenschaftler und Philosoph, von 1999 bis 2002 Professor für Rechts- und Sozialphilosophie                                 | |
| Berger, Anke              | 1965        |            | Juristin, von 2012 bis 2016 Lehrbeauftragte für Arbeitsrecht                                                                       | Richterin am Bundesarbeitsgericht                                                                            |
| Seiler, Christian         | 1967        |            | Rechtswissenschaftler, von 2004 bis 2009 Professor an der Universität                                                              | |
| Meyer, Stephan            | 1971        |            | Rechtswissenschaftler, 2010 bis 2016 Privatdozent, seit 2016 außerplanmäßiger Professor für Öffentliches Recht                     | Professor an der TH Wildau                                                                                   |
| Ekardt, Felix             | 1972        |            | Rechtswissenschaftler, seit 2019 Vertreter des Lehrstuhls für öffentliches Recht und Verwaltungswissenschaft                       | Leiter der Forschungsstelle Nachhaltigkeit und Klimapolitik                                                  |
| Klose, Oliver             | 1972        |            | Jurist, ab 2018 Lehrbeauftragter für Arbeitsrecht                                                                                  | Richter am Bundesarbeitsgericht                                                                              |
| Augenhofer, Susanne       | 1977        |            | Rechtswissenschaftlerin, von 2018 bis 2020 Professorin an der Fakultät                                                             | Associated Research Scholar in Law an der Yale Law School; Adjunct Professor of Law an der NYU School of Law |
| Wolf, Maik                | 1979        |            | Rechtswissenschaftler, seit 2020 Lehrbeauftragter, seit 2021 Professor für Deutsches und Europäisches Zivil- und Wirtschaftsrecht  | |

##### Fachrichtung Sozialwissenschaften
| Name                       | Geburtsjahr | Sterbejahr | Tätigkeit | Bemerkung                                                                                                 |
| -------------------------- | ----------- | ---------- | --- | --- |
| Schluchter, Wolfgang       | 1938        |            | Soziologe, 1997 bis 2002 an der Universität tätig, bis 2001 Gründungsdekan der Fakultät | |
| Leicht, Robert             | 1944        |            | Honorarprofessor an der Universität | Journalist (Die Zeit)                                                                                     |
| Westphalen, Raban Graf von | 1945        | 2025       | Politologe und Jurist, Lehrbeauftragter | Professor für Politische Wissenschaften und Öffentliches Recht an der Beuth-Hochschule für Technik Berlin |
| Waschkuhn, Arno            | 1946        | 2006       | Professor für Politische Theorie von 2001 bis 2006 | |
| Seyder, Ferhad             | 1950        |            | Politikwissenschaftler, seit 2012 außerplanmäßiger Professor an der Universität, von 2013 bis 2020 an der Fakultät tätig | von 2012 bis 2020 Leiter der Mustafa Barzani Arbeitsstelle für Kurdische Studien an der Universität       |
| Wobbe, Theresa             | 1952        |            | Historikerin und Soziologin, von 2000 bis 2009 Professorin für Soziologie | |
| Strübel, Michael           | 1954        | 2009       | Politikwissenschaftler, von 1994 bis 2009 Professor für Internationale Beziehungen | |
| Wenzel, Harald             | 1955        |            | Soziologe, von 2002 bis 2004 Professor für Allgemeine Soziologie und Soziologische Theorie | |
| Ettrich, Frank             | 1958        |            | von 1994 bis 2024 Professor für Strukturanalyse moderner Gesellschaften, zunächst an der PH Erfurt, dann an der Universität Erfurt                                                                                               | |
| Herz, Dietmar              | 1958        | 2018       | von 2000 bis 2018 Professor für Vergleichende Regierungslehre | war von 2009 bis 2014 Staatssekretär im Thüringer Justizministerium (SPD)                                 |
| Thumfart, Alexander        | 1959        | 2022       | von 2001 bis 2022 an der Universität, habilitierte 2000 an der PH Erfurt, anschließend Privatdozent, seit 2011 außerplanmäßiger Professor für Politische Theorie                                                                 | Politiker (B’90/Grüne)                                                                                    |
| Anter, Andreas             | 1960        |            | seit 2013 Professor für politische Bildung | |
| Saam, Nicole               | 1964        |            | Sozialwissenschaftlerin, von 2006 bis 2010 Professorin für Methoden der empirischen Sozialforschung | |
| Szydlik, Marc              | 1965        |            | Soziologe, von 2000 bis 2004 Professor für Methoden der empirischen Sozialforschung | |
| Lehmann, Maren             | 1966        |            | Soziologin, von 2010 bis 2015 Privatdozentin für Soziologie | zudem Professorin an der Zeppelin Universität                                                             |
| Grimm, Heike               | 1967        |            | Politik- und Wirtschaftswissenschaftlerin, seit 2013 Aletta Haniel Professorin für Public Policy und Entrepreneurship und zeitweilig Leiterin der Williy-Brandt-School; lehrte bereits seit 2002 unregelmäßig an der Universität | |
| Rössel, Jörg               | 1968        |            | Soziologe, von 2005 bis 2007 Professor für Allgemeine Soziologie | |
| Brodocz, André             | 1969        |            | Politikwissenschaftler, seit 2009 Professor für Politische Theorie, war von 2011 bis 2015 und wieder von 2018 bis 2021 Dekan der Fakultät                                                                                        | |
| Lembcke, Oliver            | 1969        |            | Politikwissenschaftler, 2011 bis 2017 Lehrbeauftragter, 2018/2019 Vertretungsprofessor für vergleichende Regierungslehre, seit 2019 Lehrbeauftragter der Fakultät                                                                | |
| Tellmann, Ute              | 1971        |            | Soziologin, 2017 bis 2019 Professorin für Soziologie, insbesondere politische Soziologie | gleichzeitig Professorin am Max-Weber-Kolleg                                                              |
| Hoffmann, Florian          | 1972        |            | Politik- und Rechtswissenschaftler, von 2010 bis 2016 Inhaber des Franz Haniel Chair of Public Policy der Willy Brandt School und Direktor der Willy Brandt School                                                               | |
| Mehlkop, Guido             | 1972        |            | Sozialwissenschaftler, seit 2011 Inhaber der Professur für Methoden der empirischen Sozialforschung, von 2015 bis 2018 Dekan der Fakultät, von 2021 bis 2023 Studiendekan                                                        | |
| Kessler, Oliver            | 1973        |            | von 2010 bis 2011 Vertreter, seit 2012 Professor für Internationale Beziehungen | |
| Moebius, Stephan           | 1973        |            | Soziologe, lehrte von 2007 bis 2008 an der Fakultät | Universitätsprofessor an der Universität Graz                                                             |
| Henning, Christoph         | 1973        |            | Politische Philosophie, lehrt seit 2014 an der Fakultät | Junior Fellow am Max-Weber-Kolleg der Universität                                                         |
| Kemmerling, Achim          | 1973        |            | Politikwissenschaftler und Ökonom, seit 2018 Gerhard Haniel Professor für Public Policy and International Development an der Willy Brandt School of Public Policy                                                                | |
| Richter, Solveig           | 1978        |            | Politikwissenschaftlerin, von 2013 bis 2020 Juniorprofessorin für International Conflict Management an die Willy Brandt School of Public Policy                                                                                  | Stipendiatin des Heisenberg-Programms                                                                     |
| Thiel, Thorsten            | 1980        |            | Politikwissenschaftler, seit 2022 Professor für Demokratieförderung und Digitalpolitik an der Universität Erfurt | |
| Nassauer, Anne             | 1982        |            | Soziologin, seit 2022 Professorin für Soziologie, insbesondere politische Soziologie | |

##### Fachrichtung Wirtschaftswissenschaften
| Name                  | Geburtsjahr | Sterbejahr | Tätigkeit | Bemerkung                                                                                   |
| --------------------- | ----------- | ---------- | --- | ------------------------------------------------------------------------------------------- |
| Matzner, Egon         | 1938        | 2003       | Volkswirtschaftler und Finanzwissenschaftler, ab 1998 Fellow am Max-Weber-Kolleg |                                                                                             |
| Backhaus, Jürgen      | 1950        |            | Finanzwissenschaftler, war von 2001 bis 2015 Professor für Finanzwissenschaften, 2001 bis 2003 Dekan der Fakultät                                                                                         |                                                                                             |
| Peukert, Helge        | 1956        |            | abv 2003 an der Universität, von 2006 bis 2016 außerplanmäßiger Professor für Finanzwissenschaft und Finanzsoziologie                                                                                     |                                                                                             |
| Wegner, Gerhard       | 1956        |            | von 2000 bis 2022 Professor für Institutionenökonomie und Wirtschaftspolitik |                                                                                             |
| Grusser, Gerald       | 1956        |            | Lehrbeauftragter, seit 2015 Honorarprofessor an der Universität | IHK-Hauptgeschäftsführer und Schwedischer Konsul                                            |
| Rötheli, Tobias       | 1958        |            | von 2000 bis 2023 Professor für Makroökonomie |                                                                                             |
| Feuerstein, Switgard  | 1960        |            | Ökonomin, von 2005 bis 2008 Professorin für Internationale Ökonomie |                                                                                             |
| Walgenbach, Peter     | 1962        |            | Betriebswirtschaftler, von 2000 bis 2008 Professor |                                                                                             |
| Königstein, Manfred   | 1963        |            | Volkswirt, seit 2002 Professor für angewandte Mikroökonomie, war von 2008 bis 2011 Dekan der Fakultät |                                                                                             |
| Rockenbach, Bettina   | 1963        |            | Ökonomin, von 2000 bis 2011 Professorin für Mikroökonomie, war von 2006 bis 2008 Dekanin der Fakultät |                                                                                             |
| Otte, Max             | 1964        |            | Ökonom, lehrte zwischen 2011 und 2017 regelmäßig an der Fakultät | Professor in Worms und Graz                                                                 |
| Winker, Peter         | 1965        |            | Ökonometriker, von 2002 bis 2005 Professor für Ökonometrie |                                                                                             |
| Burr, Wolfgang        | 1966        |            | Betriebswirtschaftler, von 2002 bis 2007 Professor für Innovationsökonomie |                                                                                             |
| Horn, Karen           | 1966        |            | Ideengeschichte, Lehrauftrag seit 2017, Honorarprofessur seit 2019 | Wirtschaftspublizistin                                                                      |
| Steger, Thomas        | 1966        |            | Betriebswirtschaftler, lehrte von 2008 bis 2011 an der Fakultät |                                                                                             |
| Armbrüster, Thomas    | 1968        |            | Wirtschaftswissenschaftler, von 2012 bis 2014 Professor für Strategisches Management |                                                                                             |
| Weizsäcker, Jakob von | 1970        |            | Wirtschaftswissenschaftler und Politiker (SPD), Dozent an der Willy-Brandt-School | von 2014 bis 2019 MEP                                                                       |
| Maltritz, Dominik     | 1971        |            | Ökonom, von 2010 bis 2015 Inhaber der Professur für Internationale Ökonomie, seit 2015 Inhaber des Lehrstuhls für Wirtschaftswissenschaften mit den Schwerpunkten Internationale Ökonomie und Ökonometrie | zudem Forschungsprofessor am Institut für Wirtschaftsforschung Halle                        |
| Talaulicar, Till      | 1972        |            | Bitriebswirtschaftler, seit 2011 Inhaber der Professur für Organisation und Management, von 2012 bis 2015 sowie erneut von 2018 bis 2021 Prodekan und von 2021 bis 2023 Dekan                             |                                                                                             |
| Gürerk, Özgür         | 1975        |            | Ökonom, von 2001 bis 2013 und wieder ab 2019 wissenschaftlicher Mitarbeiter an der Fakultät |                                                                                             |
| Zschoche, Miriam      | 1979        |            | Betriebschwirtschaftlerin, seit 2017 Inhaberin der Professur für Strategisches und Internationales Management                                                                                             |                                                                                             |
| Himmler, Oliver       |             |            | Ökonom, seit 2018 Inhaber der Professur für Wirtschaftswissenschaften mit den Schwerpunkten Wirtschaftspolitik und Finanzwissenschaft                                                                     | zugleich Gastwissenschaftler am Max-Planck-Institut zur Erforschung von Gemeinschaftsgütern |

#### Katholisch-Theologische Fakultät
| Name                      | Geburtsjahr | Sterbejahr | Tätigkeit | Bemerkung |
| ------------------------- | ----------- | ---------- | --- | --------- |
| Ernst, Wilhelm            | 1927        | 2001       | katholischer Moraltheologe, engagierte sich bei der Wiedergründung der Universität, Mitglied im Gründungssenat                                     |           |
| Feiereis, Konrad          | 1931        | 2012       | von 1974 bis 1999 Professor für Philosophie |           |
| Friemel, Franz Georg      | 1930        |            | von 1975 bis 1997 Professor für Pastoraltheologie und Religionspädagogik                                                                           |           |
| Hentschel, Georg          | 1941        |            | von 1991 bis 2006 Professor für Exegese des Alten Testaments                                                                                       |           |
| Baumgart, Norbert Clemens | 1959        |            | seit 2008 Professor für Exegese des Alten Testaments                                                                                               |           |
| Bauer, Thomas Johann      | 1973        |            | seit 2014 Professor für Exegese des Neuen Testaments                                                                                               |           |
| Freitag, Josef            | 1950        |            | von 2000 bis 2016 Professor für Dogmatik |           |
| Knop, Julia               | 1977        |            | seit 2017 Professorin für Dogmatik |           |
| Widl, Maria               | 1957        |            | seit 2005 Pastoraltheologie, Homiletik und Religionspädagogik                                                                                      |           |
| Gabel, Michael            | 1953        |            | seit 2000 Professor der Fundamentaltheologie und Religionswissenschaft                                                                             |           |
| Kranemann, Benedikt       | 1959        |            | seit 1998 Professor für Liturgiewissenschaft |           |
| März, Claus-Peter         | 1947        | 2021       | von 1989 bis 2012 Professor für (katholische) Exegese und Theologie des Neuen Testaments                                                           |           |
| Tiefensee, Eberhard       | 1952        |            | von 1997 bis 2018 Professor für Philosophie |           |
| Römelt, Josef             | 1957        |            | seit 1995 Professor für Moraltheologie |           |
| Schramm, Michael          | 1960        |            | von 1996 bis 2001 Professor für Christliche Sozialwissenschaft                                                                                     |           |
| Wijlens, Myriam           | 1962        |            | seit 2005 Professorin des Kirchenrechts |           |
| Manemann, Jürgen          | 1963        |            | katholischer Theologe, von 2004 bis 2009 Professor für Christliche Weltanschauung, Religions- und Kulturtheorie                                    |           |
| Mack, Elke                | 1964        |            | katholische Theologin, seit 2003 Professorin für Christliche Sozialwissenschaft                                                                    |           |
| Seiler, Jörg              | 1966        |            | seit 2015 Professor der Kirchengeschichte des Mittelalters und der Neuzeit                                                                         |           |
| Pilvousek, Josef          | 1948        |            | katholischer Theologe, von 1994 bis 2013 Professor für Kirchengeschichte des Mittelalters und der Neuzeit                                          |           |
| Roux, René                | 1966        |            | katholischer Theologe, seit 2010 Professor für Alte Kirchengeschichte, Patrologie und Ostkirchenkunde                                              |           |
| Mandry, Christof          | 1968        |            | katholischer Theologe, von 2009 bis 2013 Professor für Christliche Weltanschauung, Religions- und Kulturtheorie und Christliche Sozialwissenschaft |           |
| Zaborowski, Holger        | 1974        |            | Philosoph, seit 2020 Professor der Philosophie |           |